# Съхранение на енергия чрез използване на маховик
Съхранение на енергия чрез маховик е метод за съхранение на енергия при който енергията се съхранява като кинетична енергия на въртящ се маховик.

## Общи сведения
Устройствата за съхранение на енергия чрез маховик функционират по следния начин: даден [ротор] с голям инерционен момент се (развърта) ускорява до много висока скорост от външен енергиен източник и в него се запасява дадено количество кинетична енергия, след отстраняване на източника, запасената кинетична енергия може да се отделя чрез забавяне на ротора например от [електрически генератор] свързан към ротора и поддържащ даден товар.
Наличните на пазара такива системи се използват в малки непрекъсваеми токозахранващи устройства, както и за поддържане качеството на електрическата енергия от възобновяеми източници. Роторите са направени от метал и нормално работят при скорости на въртене под 4000 об./мин.
За направата на по-усъвършенствани маховици се използват влакна от карбон, при които първите могат да се въртят със скорости от 20 000 до 100 000 об./мин. във вакуум. В този случай е необходимо използването на магнитни лагери, тъй като при нормалните лагери триенето е правопропорционално на скоростта на въртене и при такива скорости, много енергия ще бъде загубена от триене.
Такива устройства могат да се зареждат за по-малко от 15 мин.
Повечето маховици имат голяма продължителност на работа и високи стойности на плътността на съхранената енергия ~ 130 W·h/kg, както и голяма максимална изходна мощност. Коефициентът на полезно действие при тези системи може да достигне 90 ~%. Енергията може да се отделя на порции и за кратко време и те са често използвани в импулсни токозахранвания, където това е необходимо.

## Основни компоненти
Типичната система за съхранение на енергия с маховик се състои от ротор окачен на лагери във вакуумна камера (за намаляване на триенето) и свързан към електрически мотор/генератор. Първите системи използват големи стоманени ротори въртяни на механични лагери. По-новите разработки използват ротори изградени от влакна на карбон, които са по-здрави от стоманата и са с порядъци по-леки. Леки роторни системи могат да използват магнитна левитация за премахване на механичните лагери и увеличаване на ефективността. Енергията се запасява чрез развъртане на маховика с мотора и се осовбождава чрез използване на момента на маховика за захранване на генератора.

## Физически характеристики
Енергията запасена в ротора е пропорционална на инерциония момент на последния и на квадрата на скоростта на въртене:
{\displaystyle E_{k}={\frac {1}{2}}\cdot I\cdot \omega ^{2}}
където
{\displaystyle \omega } е ъгловата скорост, и
{\displaystyle I} е инерционния момент на масите спрямо оста на въртене.
- Инерционният момент на твърд цилиндър е {\displaystyle I_{z}={\frac {1}{2}}mr^{2}},
- за тънкостенен цилиндър {\displaystyle I=mr^{2}\,},
- и за дебелостенен цилиндър {\displaystyle I={\frac {1}{2}}m({r_{1}}^{2}+{r_{2}}^{2})}.

където m е масата, и r радиуса.
Количеството енергия, което може безопасно да се съхрани зависи от точката, при която ротора започва да се изкривява и разтрошава.
Напрежението на усукване на ротора е главният фактор при проектирането на маховика:
{\displaystyle \sigma _{t}=\rho r^{2}\omega ^{2}\ }
където
{\displaystyle \sigma _{t}} е напрежението на опън по ръба на цилиндъра
{\displaystyle \rho } е плътността на цилиндъра
{\displaystyle r} е радиуса на цилиндъра

## Приложения
През 50-те години на миналия век в Ивердон Швейцария започва използването на автобуси задвижвани от маховици, наричани още жиробуси. Започва изследване за направата на по-малки, по-леки и по-евтини системи и с по-голям енергиен капацитет. Има планове за замяна на конвенционалните химически батерии за мобилни приложения като електрическите автомобили с маховични акумулатори.
Такива системи са приложени експериментално в малки електрически локомотиви, където изпълняват функции на шунтиране и превключване. В по-големи локомотиви, също понякога се използва маховик за ускоряване на локомотива при преминаване на определени участъци.
През 1980-те съветският инженер Ноурбей Гулия работи върху различни системи за съхраняване на енергия с маховик. Неговият труд дава много оригинални решения: за окачване на ротора, запечатване във вакуумна камера, компенсация на отклонението на оборотите, хидравлично предаване и др. Неговият главен принос е конструирането на маховик способен да поддържа честоти на въртене над 40 000 об./мин., работещ без натоварване около една седмица и издръжлив на разрушение от експлозии. Супермаховиците на Гулия са плътно намотани с метална или пластмасова лента, при което се получава по-голяма издръжливост на усукване отколкото при стоманена отливка. В случай на авария лентата се развива в камерата и спира безопасно ротора. Първоначално първите ротори са направени от пластмасова лента, а впоследствие пластмасата е заменена от арамид и кевлар, намотани не по-различно от обикновена бобина.
Друго практическо приложение на системите е използването им в тестови експерименти в енергетиката, където е необходимо симулирането на бързо натоварване, разтоварване и превключване на големи мощности.

## Предимства и недостатъци
Маховиците не се влияят от температурни промени като химическите батерии. Като цяло могат да съхраняват повече енергия от обикновените батерии. Те са и по-малко вредящи на околната среда, поради това, че са направени от инертни и благоприятни материали. Друго предимство на маховиците е, че измерването на оборотите може да покаже съвсем точно колко енергия е запасена.
Основното затруднение при използването на подобни устройства идва от опасността на експлозивно разтрошаване на ротора поради претоварване. Главното ограничение при конструирането на маховика идва от максималната сила на усукване на използвания материал. За предотвратяване на последствията от разтрошаване на устройството (при отлят ротор), то трябва да се разположи в здрав контейнер, което увеличава масата. При системите разработени от Гулия, маховиците не изискват много тежък контейнер и при размотаването им не могат да се използват повторно.
При използването им в превозни средства маховичните акумулатори служат и като жироскопи, поради това, че ъгловият им момент от същия порядък, като действащите сили придвижващи превозното средство. Това свойство може да е пагубно за движението и управлението на обекта. От друга страна то може да се използва за подобряване на стабилността при завои.